# 3265 Fletcher
3265 Fletcher је астероид главног астероидног појаса чија средња удаљеност од Сунца износи 2,410 астрономских јединица (АЈ).
Апсолутна магнитуда астероида је 13,1.